# Saison 1997-1998 de l'ECHL
Saison précédente Saison suivante
La saison 1997-1998 est la dixième saison de la Ligue de hockey de la Côte-Est au terme de laquelle les Admirals de Hampton Roads remportent la Coupe Kelly en battant en finale les Ice Pilots de Pensacola.

## Saison régulière
Deux nouvelles formations intègrent la ligue : le Brass de la Nouvelle-Orléans et les Icebreakers de Chesapeake. Les Cherokees de Knoxville sont pour leur part transférés vers Florence en Caroline du Sud et sont renommés Pride de Pee Dee.
Avec l'augmentation du nombre d'équipes, les dirigeants du circuit décident de créer deux associations Nord et Sud qui sont composées de deux divisions chacune. Deux nouveaux trophées sont remis aux équipes vainqueurs des séries de chaque association.

### Classement

#### Association Nord
| Clt   | Équipe                    | PJ | V  | D  | DF | BP  | BC  | Pts |
| ----- | ------------------------- | -- | -- | -- | -- | --- | --- | --- |
| +001, | Express de Roanoke        | 70 | 42 | 21 | 7  | 235 | 208 | 91  |
| +002, | Nailers de Wheeling       | 70 | 37 | 24 | 9  | 255 | 255 | 83  |
| +003, | Icebreakers de Chesapeake | 70 | 34 | 28 | 8  | 252 | 239 | 76  |
| +004, | Admirals de Hampton Roads | 70 | 32 | 28 | 10 | 222 | 225 | 74  |
| +005, | Renegades de Richmond     | 70 | 30 | 33 | 7  | 218 | 277 | 67  |
| +006, | Chiefs de Johnstown       | 70 | 23 | 41 | 6  | 219 | 297 | 52  |

| Clt   | Équipe                   | PJ | V  | D  | DF | BP  | BC  | Pts |
| ----- | ------------------------ | -- | -- | -- | -- | --- | --- | --- |
| +001, | Rivermen de Peoria       | 70 | 44 | 19 | 7  | 296 | 213 | 95  |
| +002, | Storm de Toledo          | 70 | 41 | 21 | 8  | 251 | 210 | 90  |
| +003, | Bombers de Dayton        | 70 | 36 | 26 | 8  | 255 | 256 | 80  |
| +004, | Blizzard de Huntington   | 70 | 34 | 29 | 7  | 230 | 259 | 75  |
| +005, | Chill de Columbus        | 70 | 33 | 30 | 7  | 221 | 220 | 73  |
| +006, | Riverfrogs de Louisville | 70 | 32 | 31 | 7  | 228 | 257 | 71  |

#### Association Sud
| Clt   | Équipe                          | PJ | V  | D  | DF | BP  | BC  | Pts |
| ----- | ------------------------------- | -- | -- | -- | -- | --- | --- | --- |
| +001, | Stingrays de la Caroline du Sud | 70 | 41 | 23 | 6  | 246 | 218 | 88  |
| +002, | Checkers de Charlotte           | 70 | 35 | 24 | 11 | 251 | 237 | 81  |
| +003, | Pride de Pee Dee                | 70 | 34 | 25 | 11 | 214 | 215 | 76  |
| +004, | Lizard Kings de Jacksonville    | 70 | 35 | 29 | 6  | 243 | 239 | 76  |
| +005, | Ice Caps de Raleigh             | 70 | 32 | 33 | 5  | 236 | 254 | 69  |
| +006, | Tiger Sharks de Tallahassee     | 70 | 24 | 44 | 2  | 210 | 320 | 50  |

| Clt   | Équipe                       | PJ | V  | D  | DF | BP  | BC  | Pts |
| ----- | ---------------------------- | -- | -- | -- | -- | --- | --- | --- |
| +001, | IceGators de la Louisiane    | 70 | 43 | 17 | 10 | 298 | 232 | 96  |
| +002, | Bulls de Birmingham          | 70 | 39 | 23 | 8  | 293 | 257 | 86  |
| +003, | Ice Pilots de Pensacola      | 70 | 36 | 24 | 10 | 276 | 262 | 82  |
| +004, | Brass de la Nouvelle-Orléans | 70 | 36 | 24 | 10 | 278 | 263 | 82  |
| +005, | Mysticks de Mobile           | 70 | 35 | 27 | 8  | 236 | 233 | 78  |
| +006, | Sea Wolves du Mississippi    | 70 | 34 | 27 | 9  | 225 | 224 | 77  |
| +007, | Kingfish de Bâton-Rouge      | 70 | 33 | 27 | 10 | 220 | 238 | 76  |

- En gras : qualifié pour les séries

## Séries éliminatoires
|  | Huitièmes de finale             | Huitièmes de finale             | Huitièmes de finale     | Huitièmes de finale     |                           |                           | Quarts de finale | Quarts de finale | Quarts de finale | Quarts de finale |  |  | Demi-finales | Demi-finales | Demi-finales | Demi-finales |  |  | Finale de la Coupe Kelly | Finale de la Coupe Kelly | Finale de la Coupe Kelly | Finale de la Coupe Kelly |
|  |                                 |                                 |                         |                         |                           |                           |                  |                  |                  |                  |  |  |              |              |              |              |  |  |                          |                          |                          |                          |
|  |                                 |                                 |                         |                         |                           |                           |                  |                  |                  |                  |  |  |              |              |              |              |  |  |                          |                          |                          |                          |
|  | Rivermen de Peoria              | Rivermen de Peoria              | 0                       | 0                       |                           |                           |                  |                  |                  |                  |  |  |              |              |              |              |  |  |                          |                          |                          |                          |
|  | Rivermen de Peoria              | Rivermen de Peoria              | 0                       | 0                       |                           |                           |                  |                  |                  |                  |  |  |              |              |              |              |  |  |                          |                          |                          |                          |
|  | Admirals de Hampton Roads       | Admirals de Hampton Roads       | 3                       | 3                       |                           |                           |                  |                  |                  |                  |  |  |              |              |              |              |  |  |                          |                          |                          |                          |
|  | Admirals de Hampton Roads       | Admirals de Hampton Roads       | 3                       | 3                       | Admirals de Hampton Roads | Admirals de Hampton Roads | 3                | 3                |                  |                  |  |  |              |              |              |              |  |  |                          |                          |                          |                          |
|  |                                 |                                 |                         |                         | Admirals de Hampton Roads | Admirals de Hampton Roads | 3                | 3                |                  |                  |  |  |              |              |              |              |  |  |                          |                          |                          |                          |
|  |                                 |                                 | Express de Roanoke      | Express de Roanoke      | 2                         | 2                         |                  |                  |                  |                  |  |  |              |              |              |              |  |  |                          |                          |                          |                          |
|  | Express de Roanoke              | Express de Roanoke              | Express de Roanoke      | Express de Roanoke      | 2                         | 2                         | 3                | 3                |                  |                  |  |  |              |              |              |              |  |  |                          |                          |                          |                          |
|  | Express de Roanoke              | Express de Roanoke              |                         |                         |                           |                           |                  | 3                |                  |                  |  |  |              |              |              |              |  |  |                          |                          |                          |                          |
|  | Blizzard de Huntington          | Blizzard de Huntington          | 1                       | 1                       |                           |                           |                  |                  |                  |                  |  |  |              |              |              |              |  |  |                          |                          |                          |                          |
|  | Blizzard de Huntington          | Blizzard de Huntington          | 1                       | 1                       | Admirals de Hampton Roads | Admirals de Hampton Roads | 4                | 4                |                  |                  |  |  |              |              |              |              |  |  |                          |                          |                          |                          |
|  |                                 |                                 |                         |                         | Admirals de Hampton Roads | Admirals de Hampton Roads | 4                | 4                |                  |                  |  |  |              |              |              |              |  |  |                          |                          |                          |                          |
|  |                                 |                                 | Nailers de Wheeling     | Nailers de Wheeling     | 2                         | 2                         |                  |                  |                  |                  |  |  |              |              |              |              |  |  |                          |                          |                          |                          |
|  | Storm de Toledo                 | Storm de Toledo                 | Nailers de Wheeling     | Nailers de Wheeling     | 2                         | 2                         | 3                | 3                |                  |                  |  |  |              |              |              |              |  |  |                          |                          |                          |                          |
|  | Storm de Toledo                 | Storm de Toledo                 |                         |                         |                           |                           |                  | 3                |                  |                  |  |  |              |              |              |              |  |  |                          |                          |                          |                          |
|  | Icebreakers de Chesapeake       | Icebreakers de Chesapeake       | 0                       | 0                       |                           |                           |                  |                  |                  |                  |  |  |              |              |              |              |  |  |                          |                          |                          |                          |
|  | Icebreakers de Chesapeake       | Icebreakers de Chesapeake       | 0                       | 0                       | Storm de Toledo           | Storm de Toledo           | 1                | 1                |                  |                  |  |  |              |              |              |              |  |  |                          |                          |                          |                          |
|  |                                 |                                 |                         |                         | Storm de Toledo           | Storm de Toledo           | 1                | 1                |                  |                  |  |  |              |              |              |              |  |  |                          |                          |                          |                          |
|  |                                 |                                 | Nailers de Wheeling     | Nailers de Wheeling     | 3                         | 3                         |                  |                  |                  |                  |  |  |              |              |              |              |  |  |                          |                          |                          |                          |
|  | Nailers de Wheeling             | Nailers de Wheeling             | Nailers de Wheeling     | Nailers de Wheeling     | 3                         | 3                         | 3                | 3                |                  |                  |  |  |              |              |              |              |  |  |                          |                          |                          |                          |
|  | Nailers de Wheeling             | Nailers de Wheeling             |                         |                         |                           |                           |                  | 3                |                  |                  |  |  |              |              |              |              |  |  |                          |                          |                          |                          |
|  | Bombers de Dayton               | Bombers de Dayton               | 2                       | 2                       |                           |                           |                  |                  |                  |                  |  |  |              |              |              |              |  |  |                          |                          |                          |                          |
|  | Bombers de Dayton               | Bombers de Dayton               | 2                       | 2                       | Admirals de Hampton Roads | Admirals de Hampton Roads | 4                | 4                |                  |                  |  |  |              |              |              |              |  |  |                          |                          |                          |                          |
|  |                                 |                                 |                         |                         | Admirals de Hampton Roads | Admirals de Hampton Roads | 4                | 4                |                  |                  |  |  |              |              |              |              |  |  |                          |                          |                          |                          |
|  |                                 |                                 | Ice Pilots de Pensacola | Ice Pilots de Pensacola | 2                         | 2                         |                  |                  |                  |                  |  |  |              |              |              |              |  |  |                          |                          |                          |                          |
|  | IceGators de la Louisiane       | IceGators de la Louisiane       | Ice Pilots de Pensacola | Ice Pilots de Pensacola | 2                         | 2                         | 3                | 3                |                  |                  |  |  |              |              |              |              |  |  |                          |                          |                          |                          |
|  | IceGators de la Louisiane       | IceGators de la Louisiane       |                         |                         |                           |                           |                  | 3                |                  |                  |  |  |              |              |              |              |  |  |                          |                          |                          |                          |
|  | Mysticks de Mobile              | Mysticks de Mobile              | 0                       | 0                       |                           |                           |                  |                  |                  |                  |  |  |              |              |              |              |  |  |                          |                          |                          |                          |
|  | Mysticks de Mobile              | Mysticks de Mobile              | 0                       | 0                       | IceGators de la Louisiane | IceGators de la Louisiane | 3                | 3                |                  |                  |  |  |              |              |              |              |  |  |                          |                          |                          |                          |
|  |                                 |                                 |                         |                         | IceGators de la Louisiane | IceGators de la Louisiane | 3                | 3                |                  |                  |  |  |              |              |              |              |  |  |                          |                          |                          |                          |
|  |                                 |                                 | Pride de Pee Dee        | Pride de Pee Dee        | 0                         | 0                         |                  |                  |                  |                  |  |  |              |              |              |              |  |  |                          |                          |                          |                          |
|  | Stingrays de la Caroline du Sud | Stingrays de la Caroline du Sud | Pride de Pee Dee        | Pride de Pee Dee        | 0                         | 0                         | 2                | 2                |                  |                  |  |  |              |              |              |              |  |  |                          |                          |                          |                          |
|  | Stingrays de la Caroline du Sud | Stingrays de la Caroline du Sud |                         |                         |                           |                           |                  | 2                |                  |                  |  |  |              |              |              |              |  |  |                          |                          |                          |                          |
|  | Pride de Pee Dee                | Pride de Pee Dee                | 3                       | 3                       |                           |                           |                  |                  |                  |                  |  |  |              |              |              |              |  |  |                          |                          |                          |                          |
|  | Pride de Pee Dee                | Pride de Pee Dee                | 3                       | 3                       | IceGators de la Louisiane | IceGators de la Louisiane | 2                | 2                |                  |                  |  |  |              |              |              |              |  |  |                          |                          |                          |                          |
|  |                                 |                                 |                         |                         | IceGators de la Louisiane | IceGators de la Louisiane | 2                | 2                |                  |                  |  |  |              |              |              |              |  |  |                          |                          |                          |                          |
|  |                                 |                                 | Ice Pilots de Pensacola | Ice Pilots de Pensacola | 4                         | 4                         |                  |                  |                  |                  |  |  |              |              |              |              |  |  |                          |                          |                          |                          |
|  | Bulls de Birmingham             | Bulls de Birmingham             | Ice Pilots de Pensacola | Ice Pilots de Pensacola | 4                         | 4                         | 1                | 1                |                  |                  |  |  |              |              |              |              |  |  |                          |                          |                          |                          |
|  | Bulls de Birmingham             | Bulls de Birmingham             |                         |                         |                           |                           |                  | 1                |                  |                  |  |  |              |              |              |              |  |  |                          |                          |                          |                          |
|  | Checkers de Charlotte           | Checkers de Charlotte           | 3                       | 3                       |                           |                           |                  |                  |                  |                  |  |  |              |              |              |              |  |  |                          |                          |                          |                          |
|  | Checkers de Charlotte           | Checkers de Charlotte           | 3                       | 3                       | Checkers de Charlotte     | Checkers de Charlotte     | 0                | 0                |                  |                  |  |  |              |              |              |              |  |  |                          |                          |                          |                          |
|  |                                 |                                 |                         |                         | Checkers de Charlotte     | Checkers de Charlotte     | 0                | 0                |                  |                  |  |  |              |              |              |              |  |  |                          |                          |                          |                          |
|  |                                 |                                 | Ice Pilots de Pensacola | Ice Pilots de Pensacola | 3                         | 3                         |                  |                  |                  |                  |  |  |              |              |              |              |  |  |                          |                          |                          |                          |
|  | Ice Pilots de Pensacola         | Ice Pilots de Pensacola         | Ice Pilots de Pensacola | Ice Pilots de Pensacola | 3                         | 3                         | 3                | 3                |                  |                  |  |  |              |              |              |              |  |  |                          |                          |                          |                          |
|  | Ice Pilots de Pensacola         | Ice Pilots de Pensacola         |                         |                         |                           |                           |                  | 3                |                  |                  |  |  |              |              |              |              |  |  |                          |                          |                          |                          |
|  | Brass de la Nouvelle-Orléans    | Brass de la Nouvelle-Orléans    | 1                       | 1                       |                           |                           |                  |                  |                  |                  |  |  |              |              |              |              |  |  |                          |                          |                          |                          |
|  | Brass de la Nouvelle-Orléans    | Brass de la Nouvelle-Orléans    | 1                       | 1                       |                           |                           |                  |                  |                  |                  |  |  |              |              |              |              |  |  |                          |                          |                          |                          |
|  |                                 |                                 |                         |                         |                           |                           |                  |                  |                  |                  |  |  |              |              |              |              |  |  |                          |                          |                          |                          |

## Trophées
| Coupe Kelly :                       | Admirals de Hampton Roads                        |
| Coupe Henry Brabham :               | IceGators de la Louisiane                        |
| Champion de l'association Nord :    | Admirals de Hampton Roads                        |
| Champion de l'association Sud :     | Ice Pilots de Pensacola                          |
| Trophée John Brophy :               | Chris Nilan, Icebreakers de Chesapeake           |
| Meilleur joueur de la Ligue :       | Jamey Hicks, Bulls de Birmingham                 |
| Meilleur joueur de la Coupe Kelly : | Sébastien Charpentier, Admirals de Hampton Roads |
| Gardien de but de l'année :         | Nick Vitucci, Storm de Toledo                    |
| Recrue de l'année :                 | Sean Venedam, Storm de Toledo                    |
| Défenseur de l'année :              | Chris Valicevic, IceGators de la Louisiane       |
| Meilleur buteur :                   | Jamey Hicks, Bulls de Birmingham                 |
| Meilleur esprit sportif :           | Cal Ingraham, Tiger Sharks de Tallahassee        |